# Atterrage
Un atterrage (ou attérage) est un terme de marine décrivant l'abord des côtes.  L'expression « être à l'atterrage » désigne ainsi l'approche de la côte depuis le large. Le terme « atterrissage » s'emploie dans le même contexte.
Par métonymie, le terme désigne également l'endroit où l'on aborde la côte et les éléments qui permettent de reconnaitre une côte particulière : on « cherche des atterrages » près des côtes pour savoir où l'on se trouve. On cherche ainsi les amers visibles de loin, les reliefs caractéristiques (grands bancs de sable, montagnes, falaises), etc.
L'arrivée de la radionavigation puis de la navigation par satellite a rendu désuète la recherche d'atterrages.